# Городище (пункт контролю)
51°49′10″ пн. ш. 26°41′25.2″ сх. д. / 51.81944° пн. ш. 26.690333° сх. д.
Городи́ще — пункт пропуску через державний кордон України на кордоні з Білоруссю.
Розташований у Рівненській області, Дубровицький район, поблизу однойменного села на автошляху Н25. З білоруського боку знаходиться пункт пропуску «Верхній Теребежів» на трасі Р88 у напрямку Століна.
Вид пункту пропуску — автомобільний. Статус пункту пропуску — міжнародний.
Характер перевезень — пасажирський, вантажний.
Окрім радіологічного, митного та прикордонного контролю, пункт пропуску «Городище» може здійснювати санітарний, фітосанітарний, ветеринарний, екологічний контроль та контроль Служби міжнародних автомобільних перевезень.
Пункт пропуску «Городище» входить до складу митного посту «Дубровиця» Рівненської митниці. Код пункту пропуску — 20401 03 00 (11).